# Kassit
Kassit ist ein sehr selten vorkommendes Mineral aus der Mineralklasse der „Oxide und Hydroxide“ mit der chemischen Zusammensetzung CaTi2(OH)2O4 und ist damit chemisch gesehen ein basisches Calcium-Titan-Oxid.
Kassit kristallisiert im orthorhombischen Kristallsystem und entwickelt nach der b-Achse abgeflachte, blättrige und pseudohexagonale Kristalle von bis zu einem Millimeter Größe und diamantähnlichem Glanz auf den Oberflächen. Die durchscheinenden Kristalle sind von braunroter oder hellgelber Farbe und oft zu rosettenförmigen Mineral-Aggregaten angeordnet sind. Auch farblose Kassite sind bekannt.

## Etymologie und Geschichte
Erstmals entdeckt wurde Kassit im Afrikanda-Massiv (russisch: Африканда) in der Oblast Murmansk auf der russischen Halbinsel Kola. Die Erstbeschreibung des Minerals erfolgte 1965 durch Alexander Alexandrowitsch Kucharenko, M. P. Orlova, A. G. Bulakh, E. A. Bagdasarov, O. M. Rimskaya-Korsakova, Y.I. Nefedov, G. A. Ilyinskiy, A. C. Sergeyev und N. B. Abakumova. Sie benannten das Mineral nach dem Geologen Nikolai Grigor’evich Kassin (1885–1949), der das Afrikanda-Massiv entdeckte.
Typmaterial des Minerals wird im Mineralogischen Museum der Universität Sankt Petersburg unter der Katalog-Nr. 17402 aufbewahrt.

## Klassifikation
In der veralteten 8. Auflage der Mineralsystematik nach Strunz gehörte der Kassit zur Mineralklasse der „Oxide und Hydroxide“ und dort zur Abteilung „MO2- und verwandte Verbindungen“, wo er als einziger Vertreter im Anhang zur „Unbenannte Gruppe“ mit der Systemnummer IV/D.10 steht.
In der zuletzt 2018 überarbeiteten Lapis-Systematik nach Stefan Weiß, die formal auf der alten Systematik von Karl Hugo Strunz in der 8. Auflage basiert, erhielt das Mineral die System- und Mineralnummer IV/D.20-010. Dies entspricht der Klasse der „Oxide und Hydroxide“ und dort der Abteilung „Oxide mit dem Stoffmengenverhältnis Metall : Sauerstoff = 1 : 2 (MO2 und verwandte Verbindungen)“, wo Kassit zusammen mit Anzait-(Ce), Cafetit, Kobeit-(Y) und Lucasit-(Ce) eine unbenannte Gruppe mit der Systemnummer IV/D.20 bildet.
Die von der International Mineralogical Association (IMA) zuletzt 2009 aktualisierte 9. Auflage der Strunz’schen Mineralsystematik ordnet den Kassit in die Klasse der „Oxide (Hydroxide, V[5,6]-Vanadate, Arsenite, Antimonite, Bismutite, Sulfite, Selenite, Tellurite, Iodate)“ und dort in die Abteilung „Metall : Sauerstoff = 1 : 2 und vergleichbare“ ein. Hier ist das Mineral in der Unterabteilung „Mit großen (± mittelgroßen) Kationen; Lagen kantenverknüpfter Oktaeder“ zu finden, wo es zusammen mit Lucasit-(Ce) die „Lucasitgruppe“ mit der Systemnummer 4.DH.10 bildet.
In der vorwiegend im englischen Sprachraum gebräuchlichen Systematik der Minerale nach Dana hat Kassit die System- und Mineralnummer 08.03.09.01. Das entspricht der Klasse der „Oxide und Hydroxide“ und dort der Abteilung „Mehrfache Oxide mit Nb, Ta und Ti“. Hier findet er sich innerhalb der Unterabteilung „Mehrfache Oxide mit Nb, Ta und Ti und der Formel A(B2O6)“ als einziges Mitglied in einer unbenannten Gruppe mit der Systemnummer 08.03.09.

## Kristallstruktur
Die Kristallstruktur von Kassit wurde in der Erstbeschreibung von 1965 als orthorhombisch mit den Gitterparametern a = 8,99+0,03 Å; b = 9,55+0,03 Å und c = 5,26+0,01 Å bestimmt, allerdings ohne Angabe der Raumgruppe und der Anzahl der Formeleinheiten pro Elementarzelle.
Peter G. Self und Peter R. Buseck analysierten die Struktur von Kassit 1991 anhand von Proben vom Josephine Creek im gleichnamigen County des US-Bundesstaates Oregon neu und kamen ebenfalls zu dem Ergebnis, dass Kassit in orthorhombischer Symmetrie kristallisiert, jedoch mit den korrigierten Gitterparametern a = 9,08 Å; b = 4,78 Å und c = 5,23 Å.
Bei der Analyse eines Fundes von Kassitkristallen mit einem Anteil von 2 Gewichts-% Cr2O3 aus der Chromit-Lagerstätte Saranowskoje nahe Gornosawodsk in der russischen Region Perm, analysiert und 2003 publiziert durch I. E. Grey, W. G. Mumme, I. V. Pekov und D. Yu. Pushcharovsky, wurden bei monokliner Symmetrie und der Raumgruppe P21/a (Raumgruppen-Nr. 14, Stellung 3) die Gitterparameter a = 5,275(1) Å, b = 9,009(2) Å, c = 9,557(2) Å und β = 90,43° ermittelt.

## Bildung und Fundorte
Kassit bildet sich in alkalischen Pegmatiten und wurde an seiner Typlokalität im Afrikanda-Massiv auf der Halbinsel Kola als Auskleidung miarolithischer Hohlräume entdeckt. Als Begleitminerale traten hier Cafetit, Perowskit und Titanit auf. Daneben konnte das Mineral in Russland noch in den nahe gelegenen Chibinen, genauer am Raswumtschorr und am Yukspor sowie in der Chromit-Lagerstätte Saranowskoje nahe Gornosawodsk im Föderationskreis Ural entdeckt werden.
In der polymetallischen Erzlagerstätte Josephine Creek im Josephine County des US-Bundesstaates Oregon fand sich Kassit vergesellschaftet mit Ilmenit, Perowskit, Rutil und Titanit.
Weitere bisher bekannte Fundorte sind die sedimentäre Eisenerzlagerstätte vulkanischen Ursprungs nahe Wugang in der chinesischen Provinz Henan, der Marmor-Steinbruch Val di Serra bei Pilcante in der Vallagarina in der italienischen Provinz Trient, eine Zinnerzlagerstätte bei Hat Yai in der thailändischen Provinz Songkhla, eine unbenannte Gips- und Anhydrit-Grube bei Perkupa im ungarischen Komitat Borsod-Abaúj-Zemplén sowie der Steinbruch Diamond Jo am Magnet-Cove-Komplex im Hot Spring County des US-Bundesstaates Arkansas.